# Andrew Dahlheim
Andrew Dahlheim (Dallas, 9 juni 1988) is een Amerikaans wielrenner die anno 2018 rijdt voor Holowesko-Citadel p/b Araphaoe Resources.

## Carrière
In 2010 werd Dahlheim, achter Benjamin King en Alex Howes, derde in het nationale kampioenschap op de weg voor beloften. Een jaar later werd hij, namens Bissell Cycling, zevende in het eindklassement van de Ronde van Elk Grove.
In 2018 werd Dahlheim prof bij Holowesko-Citadel p/b Araphaoe Resources.

## Ploegen
- 2011 –  Bissell Cycling
- 2012 –  Bissell Cycling
- 2013 –  Bissell Cycling
- 2018 –  Holowesko-Citadel p/b Araphaoe Resources

Brøchner · Bryon · Bybee · Companioni · Dahlheim · Eisenhart · Flaksis · Gómez · Koontz · Krasilnikaw · Lewis · Lienhard · Murphy · Rhim · Sánchez · Schmitt